# 민물 새우 양식

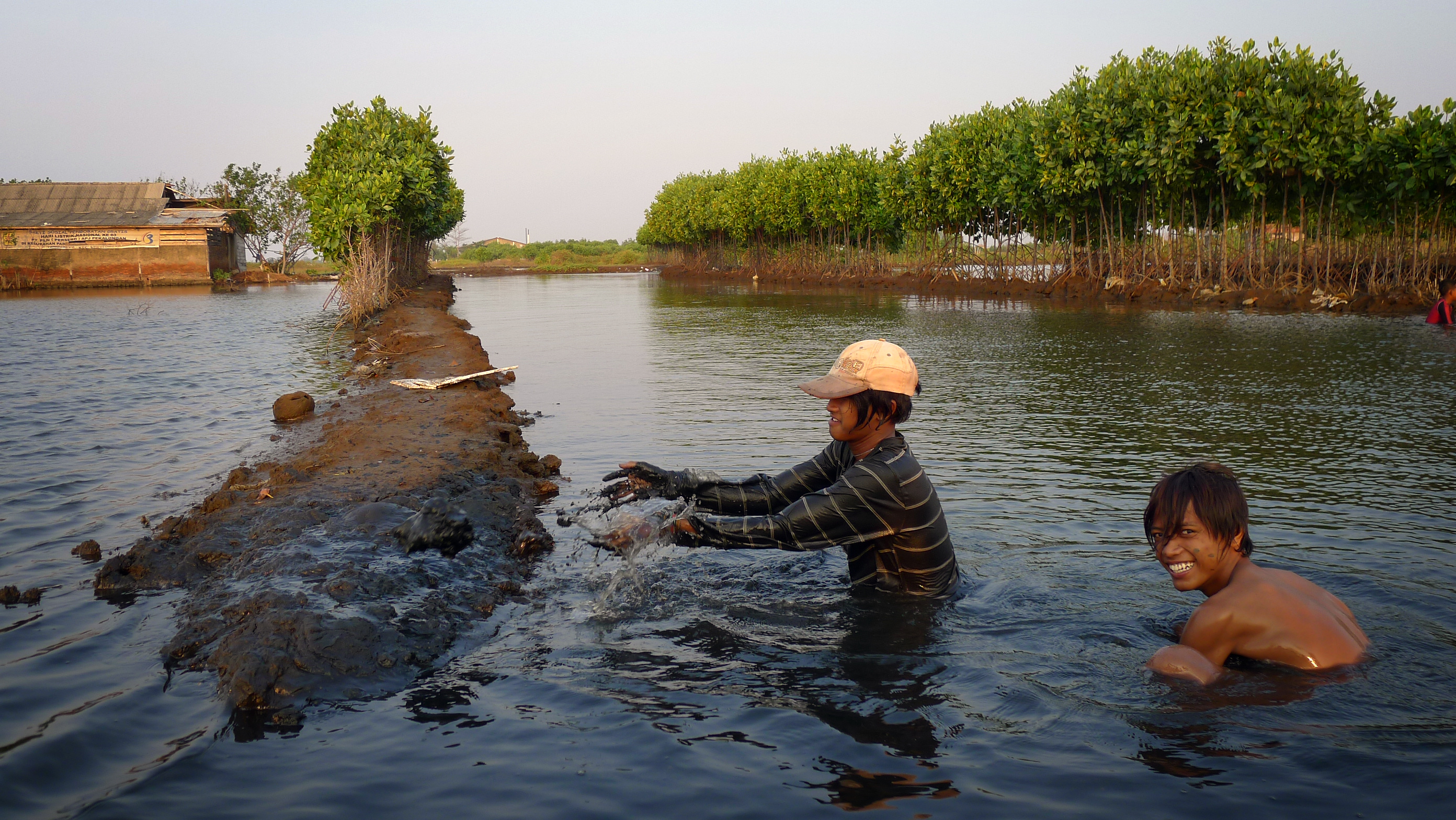
인도네시아의 프칼롱안에서 새우양식장을 건설하는 양식업자

민물 새우 양식은 사람이 먹을 민물 새우를 양식하는 사업이며, 바다 새우 양식과 다양한 특징과 문제점을 공유한다. 민물 새우 양식만의 문제점은 주로 양식되는 큰징거미새우의 생애 발달 주기로 인한 것이다.
2003년에 전세계의 (가재와 게를 제외한) 민물 새우 양식은 28만 톤에 달했고, 그 중에서 중국이 18만 톤을, 인도와 태국이 뒤를 이어 3.5만 톤씩을 생산하였다. 중국은 그 외에도 37만 톤의 참게를 생산했다.

## 양식종
오늘날 양식되는 모든 민물 새우는 징거미새우속에 속해 있다. 2000년까지는 큰징거미새우만이 양식되었다. 중국에서 2000년부터 징거미새우를 대량으로, 인도에서 몬순징거미새우를 소량으로 양식하기 시작하였다. 2003년에는 이 세 종만이 양식되었으며, 생산량의 3분의 2정도는 큰징거미새우가, 3분의 1은 징거미새우가 차지했다.
징거미새우속에 속한 200종의 새우가 유럽과 남극을 제외한 모든 대륙의 열대, 아열대 지방에서 살아간다.

## 큰징거미새우의 생태
큰징거미새우는 탁한 민물에서 살아가지만, 유생 상태에서는 기수 속에서 살아가지 않으면 안 된다. 수컷의 체장은 32 센티미터까지, 암컷은 25 센티미터까지 자랄 수 있다. 수컷은 짝짓기를 할 때 암컷의 흉부 밑에, 걷는다리 사이에 정협(精莢, spermatophore)을 방출한다. 암컷은 알을 산란하여 정협 사이로 알을 통과시킨다. 암컷은 알이 부화할 때까지 알을 품는다. 품는 시간은 편차가 있을 수 있지만, 일반적으로 3주가 되기 전에 부화한다. 큰 암컷은 알을 10만개까지 산란할 수 있다.
알에서 조에아가, 십각류의 첫 번째 유생 단계가 태어난다. 이후 몇 단계를 거쳐, 길이는 0.8 센티미터 정도이며 성체의 모든 특징을 갖춘 후기유생으로 변태한다. 부화하여 여기까지 오는 데 32일에서 35일이 소요된다. 이 후기유생은 민물로 이동한다.
수컷에는 세 종류의 형태형이 있다. 첫 번째 단계는 집게가 짧고 거의 반투명한 "작은 수컷" (Small Male, SM)이다. 여건이 뒷받침되면 작은 수컷은 성장하여 "주황 집게" (Orange Claw, OC) 로 변태하는데, 두 번째 협각이 주황색이며, 체장은 0.8-1.4 센치미터 정도이다. OC는 후에 마지막 세 번째 단계, "푸른 집게" (BC, Blue Claw) 로 변태할 수 있다. 두 번째 협각은 파란색이며, 그 길이는 체장의 두 배 정도가 될 수 있다.
수컷 징거미새우의 사이에는 엄격한 서열이 있다. BC는 일정한 영역에서 OC들을 지배하고, OC는 SM들을 지배한다. BC의 존재는 SM의 성장을 제한하며 OC가 BC로 변태하는 것을 늦춘다. OC는 주변의 제일 큰 BC보다 더 커질 때까지 계속해서 성장한 후 변태한다. 하지만 이 세 종류의 수컷은 전부 짝짓기가 가능하며, 교미 전 탈피를 진행 중인 암컷은 어떤 수컷과도 교미할 수 있다. BC는 암컷의 껍질이 단단해질 때까지 암컷을 보호하며, OC와 SM은 그러한 행동을 보이지 않는다.

## 기술

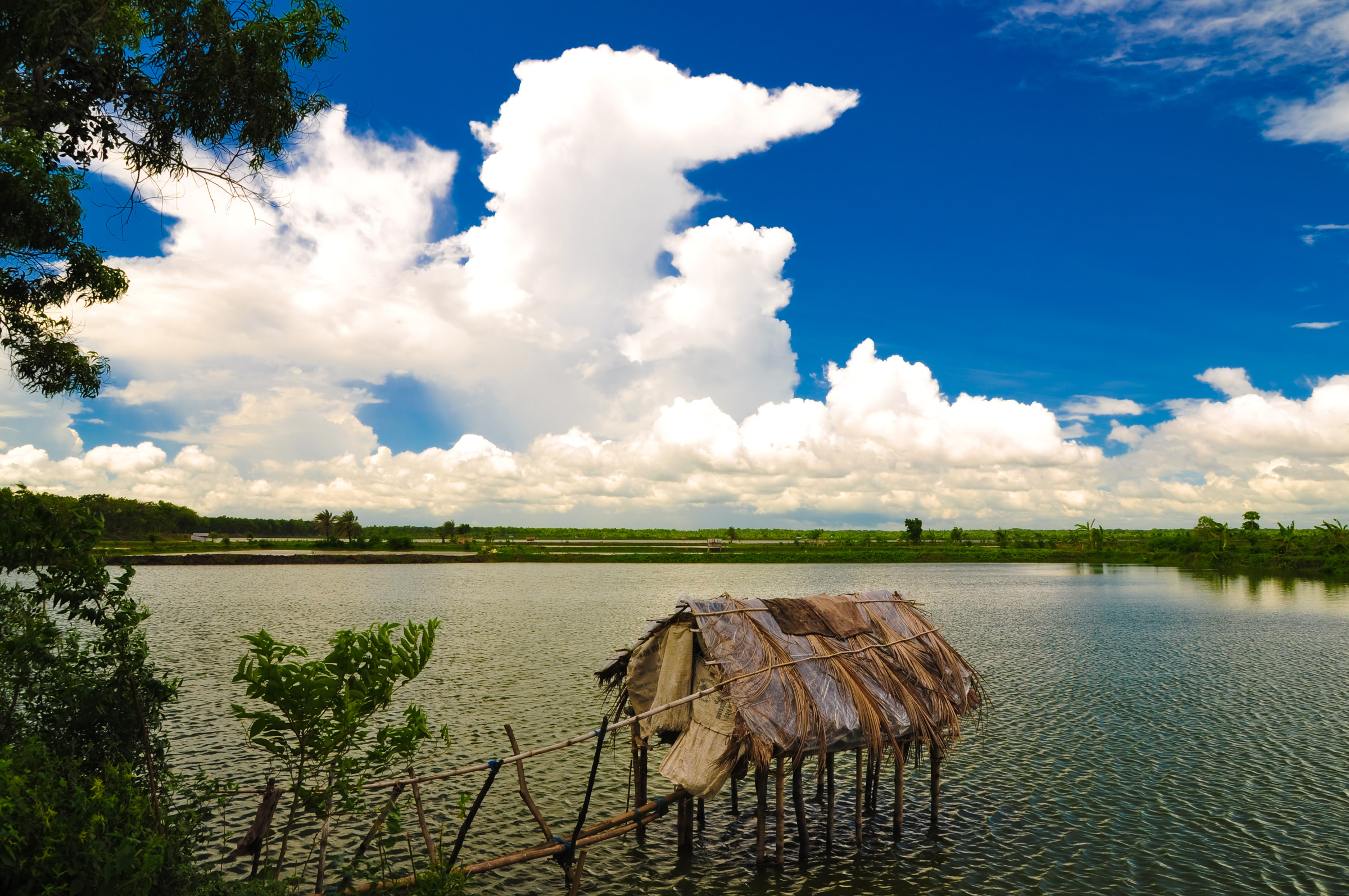
방글라데시의 민물 새우 양식장

동남아시아에서는 오랫동안 전통적인 방식으로 큰징거미새우를 양식해왔다. 1960년대에 말레이시아에서 최초로 큰징거미새우를 인공적으로 번식시켰고, 그곳에서 유생이 살아남기 위해 기수를 필요로 한다는 사실이 발견되었다.  1970년대 초에 하와이에서 완전한 산업 규모의 양식 과정이 개발되었고, 대만과 태국에, 이후 다른 나라에 전파되었다.
민물 새우 양식에 사용되는 기술은 기본적으로 바다 새우 양식의 기술과 동일하다. 부화장은 후기유생을 생산하고, 이후 유생 양육장으로 옮겨져 성장하며 출하 양식장의 환경에 익숙해지고, 출하 양식장에서 판매 가능한 크기로 성장한다. 양식장의 물을 빼내고 새우를 모으거나, 연속적인 양식을 위해 그물을 사용하여 웅덩이에서 새우를 어획하는 방식으로 수확한다.
큰징거미새우의 공격적인 성질과 수컷 간의 서열 때문에, 보리새우과의 새우들보다 양식 밀도가 훨씬 낮다. 집약적 양식은 동족포식의 빈도를 높이기 때문에 가능하지 않아서, 모든 양식장은 반집약적이거나 (평방미터 당 후기 유생 4-20 마리) 조방적인 양식장에서 더더욱 낮은 밀도로 (평방미터 당 1-4 마리) 사육한다. 큰징거미새우의 성장 특성상 출하 양식장의 관리는 만만치 않다. 집게가 푸른 수컷이 존재하여 작은 수컷의 성장이 억제되고, OC 수컷이 BC 로 변태하는 것을 지연시킨다. 어떤 양식장은 설령 새우를 결국 일괄적으로 수확하더라도, 그와 별개로 제일 큰 새우들을 위망을 사용해 잡아들여서 웅덩이의 개체의 비율을 적절히 조절해 수확량을 최적화시킨다. 이러한 큰징거미새우의 특성 때문에 웅덩이가 방금 채워졌다고 하더라도 처음부터 성장 조절이 필수적이다. 어떤 수컷은 다른 수컷보다 더 빨리 자라 BC가 되어 다른 수컷들의 성장을 지연시킨다.
FAO는 민물 새우 양식은 바다 새우 양식보다는 환경에 끼치는 영향이 덜하다고 평가한다. 민물 새우는 훨씬 낮은 밀도로 사육되며, 이는 같은 면적에서 쓰레기를 덜 배출하며 웅덩이가 질병의 온상이 될 위험이 줄어든다는 것을 의미한다. 출하 웅덩이는 내륙의 바다 새우 양식장처럼 농경지를 염화시키지는 않는다. 하지만 면적 당 생산량이 낮다는 것은 면적 당 수확량도 낮으며 수익도 적다는 것을 의미한다.  그리하여 양식장 부지를 고를 때 굳이 집약형 양식을 할 필요가 없는, 땅값이 낮은 지역을 선택하게 된다. 민물 새우 양식장은 맹그로브의 영역을 침범하지 않으며, 소규모 가족사업으로 꾸려나가기에 좀 더 적합하다. 하지만 큰징거미새우는 바다 새우 양식종처럼, 백색근육증이라고도 불리는 흰꼬리병 등의 다양한 바이러스성, 박테리아성 질병에 취약하다.

## 경제
2003년에 전세계의 (가재와 게를 제외한) 민물 새우 양식은 28만 톤에 달했고, 그 중에서 중국이 18만 톤을, 인도와 태국이 뒤를 이어 3.5만 톤씩을 생산하였다. 다른 주요 생산국은 태국, 방글라데시, 베트남이다. 미국에서는 2003년에 몇 백 개의 소형 양식장에서 50톤 정도의 큰징거미새우를 생산했다.

## 참고문서
- 민물 새우 양식에 사용된 기술들과 그에 따르는 생태적인 문제는 기본적으로 바다 새우 양식의 기술과 동일하며 자세한 내용은 그 문서에서 다룬다.